# Айны

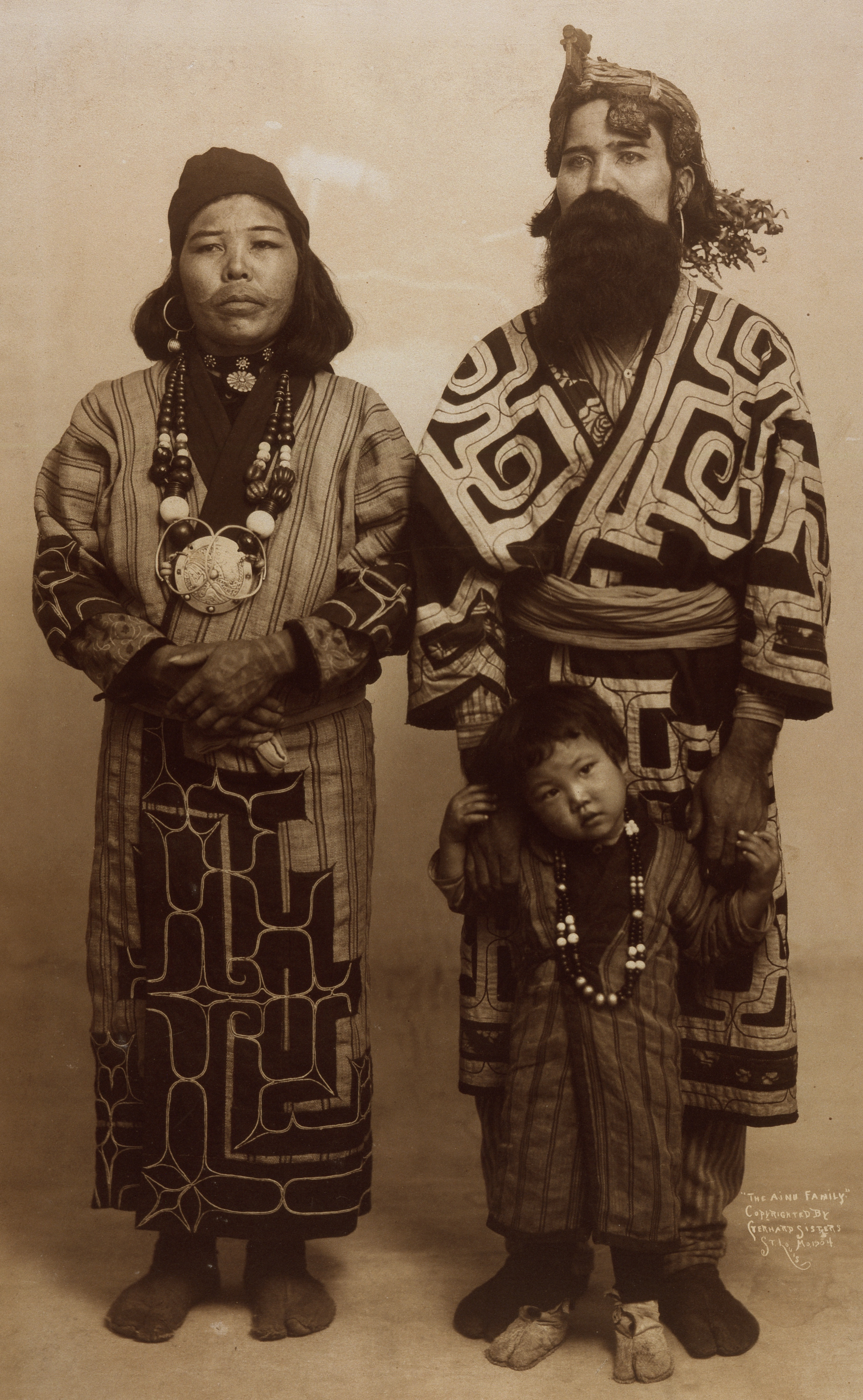
Семья айнов в традиционных костюмах, 1904 год

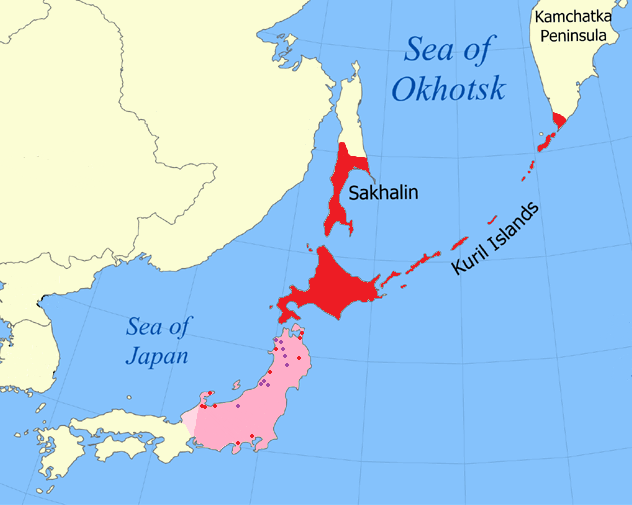
Расселение айнов в конце XIX века

А́йны, в русских источниках XVIII века — курилы (от айн. кур «человек»), XIX — начала XX века — айносы, также айну (от айн. アイヌ/ainu, аину́, буквально: «человек», «настоящий человек») — народ, древнейшее население Японских островов. 
Некогда айны жили также и на территории современной России на Сахалине и Курильских островах, на южной оконечности полуострова Камчатка (от реки Большой на западе и Авачинской бухты на востоке полуострова до мыса Лопатка — эта страна так и называлась «Курильская землица»). 
В настоящее время айны остались в основном только в Японии. Численность лиц айнского происхождения в Японии составляет от 25 000 до 200 000 человек. Признаны в Японии коренным населением в июне 2008 года.

## Происхождение

Национальный флаг айнов

Происхождение айнов в настоящее время остаётся неясным. Европейцы, столкнувшиеся с ними в XVII веке, были поражены их внешним видом: в отличие от привычного вида людей монголоидной расы со смуглой кожей, монгольской складкой века, редкими волосами на лице, они обладали необыкновенно густыми волосами, покрывающими голову, носили огромные бороды и усы (во время еды придерживая их особыми палочками), австралоидные черты их лица по некоторому ряду признаков были похожи на европейские. Несмотря на жизнь в умеренном климате, летом айны носили лишь набедренные повязки, подобно жителям экваториальных стран. 
Имеется множество гипотез о происхождении айнов, которые, в целом, могут быть подразделены на три группы:

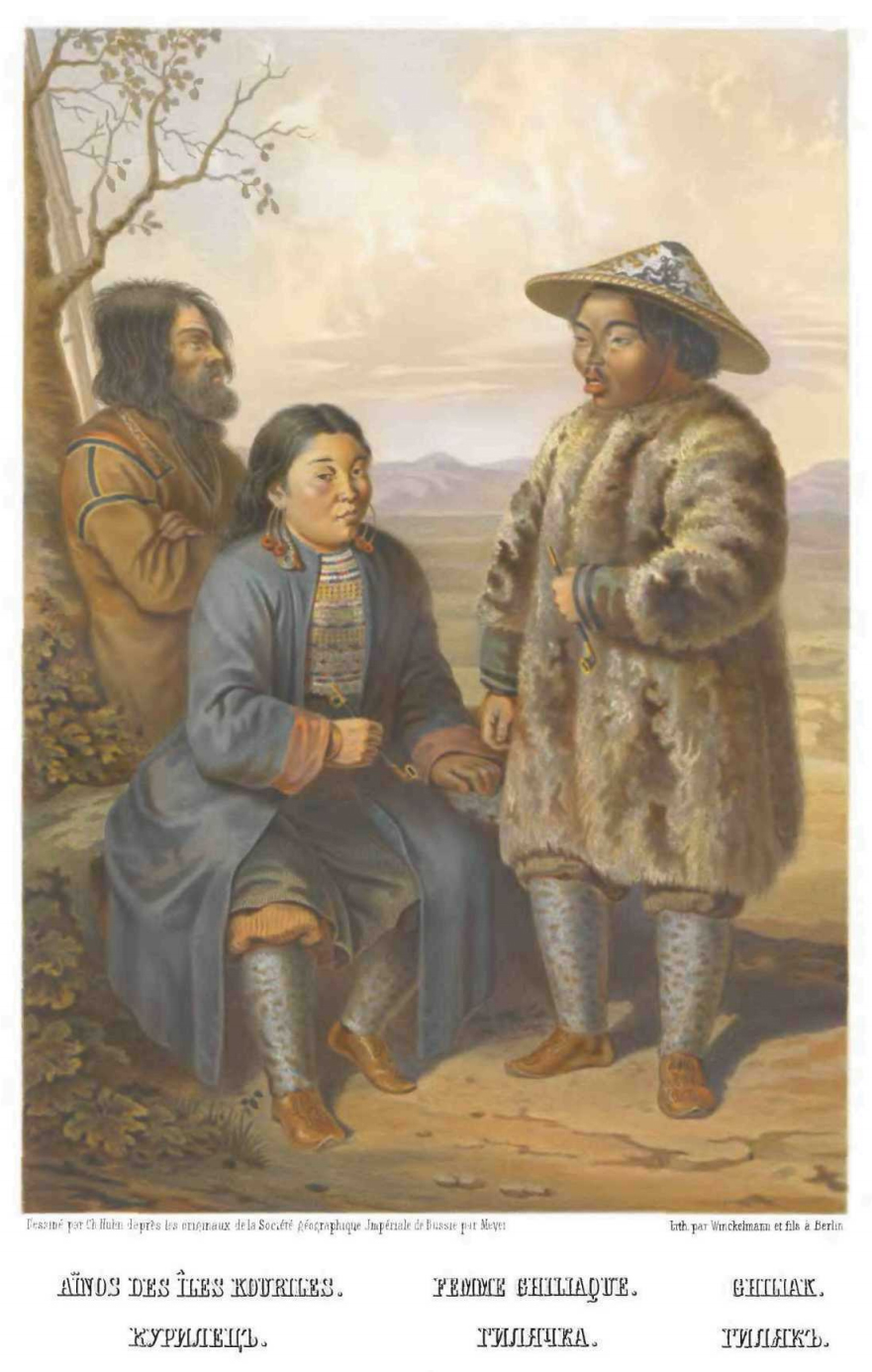
Айн и нивхи (Густав-Теодор Паули. «Этнографическое описание народов России», СПб. 1862)

- айны родственны европеоидам — этой теории придерживались Дж. Бэчелор, С. Мураяма;
- айны родственны австронезийцам и пришли на Японские острова с юга — эту теорию выдвинул Л. Я. Штернберг и она доминировала в советской этнографии;
- айны родственны палеоазиатским народностям и пришли на Японские острова с севера/из Сибири — такой точки зрения придерживаются в основном японские антропологи.

Несмотря на то, что построения Штернберга об айнско-австронезийском родстве не подтвердились — хотя бы потому, что культура айнов в Японии намного древнее культуры австронезийцев в Индонезии — сама по себе гипотеза южного происхождения айнов в настоящее время представляется более перспективной ввиду того, что в последнее время появились определённые лингвистические, генетические и этнографические данные, позволяющие предполагать, что айны могут быть дальними родственниками народов мяо-яо, живущих в Южном Китае и ЮВА. Среди айнов распространена Y-хромосомная гаплогруппа D. Субклад D1b достигает у айнов 81,3 %. С частотой около 15 % также встречается Y-хромосомная гаплогруппа C2-M217.
Пока что доподлинно известно, что по основным антропологическим показателям айны очень сильно отличаются от японцев, корейцев, нивхов, ительменов, полинезийцев, индонезийцев, аборигенов Австралии и, вообще, всех популяций Дальнего Востока и Тихого океана, а сближаются только с людьми эпохи Дзёмон, которые являются непосредственными предками исторических айнов. В принципе, нет большой ошибки в том, чтобы ставить знак равенства между людьми эпохи Дзёмон и айнами.
На Японских островах айны появились около 13 тыс. лет до н. э. и создали неолитическую культуру Дзёмон. Достоверно не известно, откуда айны пришли на Японские острова, но известно, что в эпоху Дзёмон айны населяли все Японские острова — от Рюкю до Хоккайдо, а также южную половину Сахалина, Курильские острова и южную треть Камчатки — о чём свидетельствуют результаты археологических раскопок и данные топонимики, например: Цусима — туйма — «далекий», Фудзи — хуци — «бабушка» — камуй очага, Цукуба — ту ку па — «голова двух луков»/«двухлуковая гора», Яматай — Я ма та и — «место, где море рассекает сушу». Также немало сведений о топонимах айнского происхождения на Хонсю можно найти в работах Киндаити Кёсукэ.
Современные антропологи выделяют двух предков айнов: первые отличались высоким ростом, вторые же были очень низкого роста. Первые схожи с находками в Аосиме и датируются поздним каменным веком, вторые — с находками скелетов в Миято.

## История

### Борьба с захватчиками

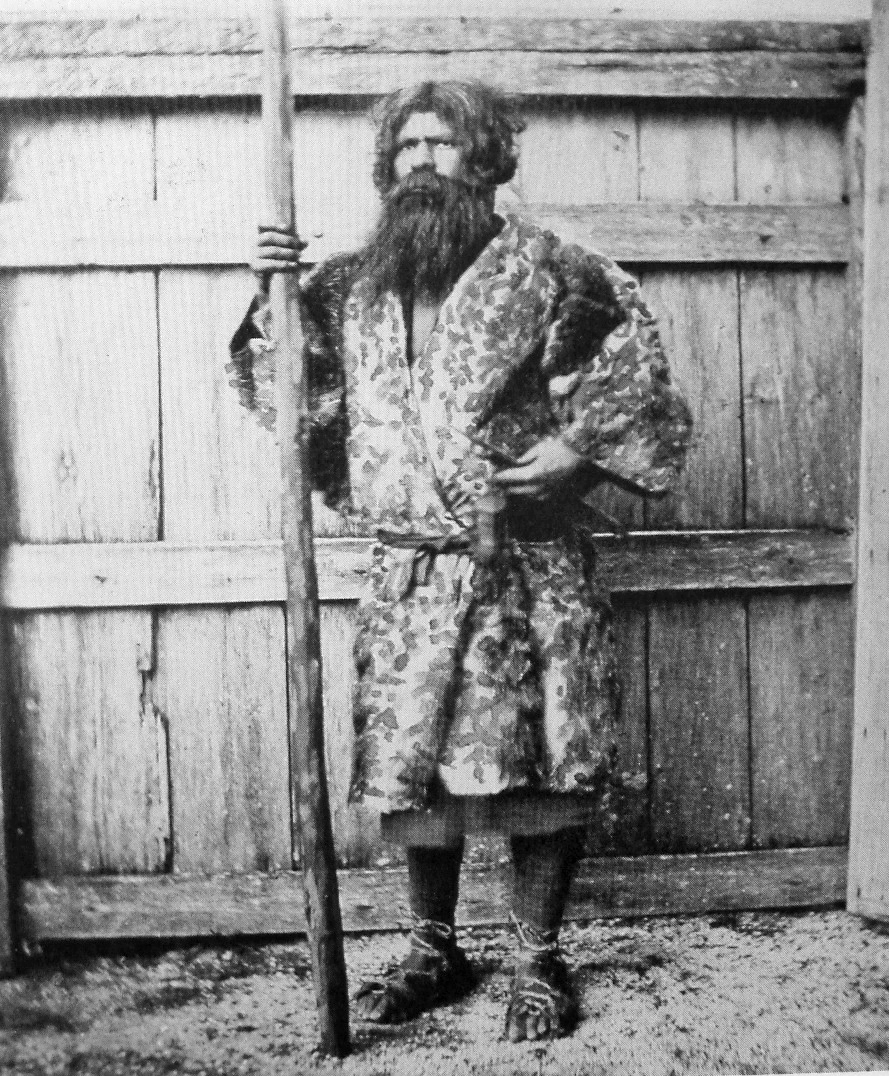
Мужчина-айн (около 1880)

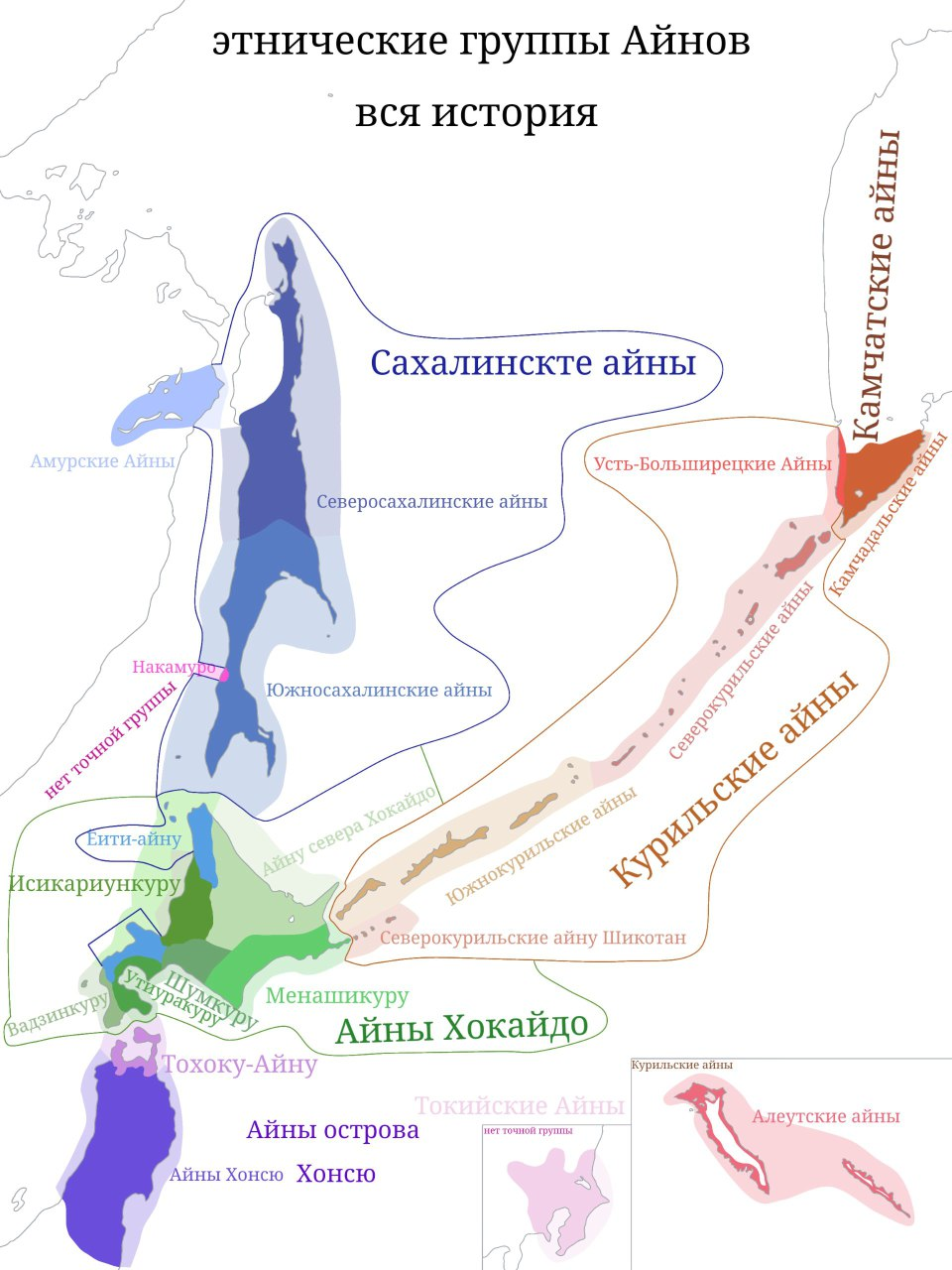
Карта айнских этнических групп за всю историю

Примерно с середины периода Дзёмон на Японские острова начинают прибывать другие этнические группы. Вначале прибывают мигранты из Юго-Восточной Азии (ЮВА), говорящие в основном на австронезийских языках. Они селятся преимущественно на архипелаге Рюкю и юго-восточной части острова Кюсю. Начинается миграция айнов на Сахалин, нижний Амур, Приморье и Курильские острова. Затем, в конце периода Дзёмон — начале Яёй, на Японские острова прибывает несколько этнических групп из Восточной Азии, преимущественно с Корейского полуострова, о чём свидетельствует гаплогруппа O2b, распространенная среди современных японцев и корейцев. Некоторые исследователи напрямую связывают миграцию с Ханьско-кочосонской войной, итогом которой стало возникновение и стремительное распространение совершенно новой на Японском архипелаге культуры Яёй. Самое первое найденное и, возможно, самое древнее селение III века до н. э. «Стоянка Ёсиногари» находится на севере острова Кюсю и относится к археологической культуре протояпонцев. Они занимались скотоводством, охотой, земледелием и говорили на Пуёском диалекте. Эта этническая группа дала начало японскому этносу. Согласно японскому антропологу Ока Масао, самый мощный клан тех мигрантов, которые осели на Японских островах, развился в то, что потом получило название «род тэнно».
Когда складывается государство Ямато, начинается эпоха постоянной войны между государством Ямато и айнами. Исследование ДНК японцев показало, что доминирующей Y-хромосомной гаплогруппой у японцев является подгруппа O2b1, то есть та Y-хромосомная гаплогруппа, которая обнаруживается у 80 % японцев. У айнов с частотой около 15 % встречается гаплогруппа C3. Это свидетельствует о том, что народы Дзёмон и Яёй существенно отличались друг от друга. Существовали различные группы айнов: одни занимались собирательством, охотой и рыболовством, а другие создавали более сложные социальные системы, и вполне возможно, что те айны, с которыми позднее вело войны государство Ямато, рассматривались как «дикари» и этим государством.
Противостояние государства Ямато и айнов продолжалось почти полторы тысячи лет. Длительное время (начиная с VIII и почти до XV века) граница государства Ямато проходила в районе современного города Сендай, и северная часть острова Хонсю была очень плохо освоена японцами. В военном отношении японцы очень долго уступали айнам. Вот как охарактеризованы айны в японской хронике «Нихон сёки», где они фигурируют под именем эмиси/эбису: «Среди восточных дикарей самые сильные — эмиси. Мужчины и женщины у них соединяются беспорядочно, кто отец, кто сын — не различается. Зимой они живут в пещерах, летом в гнёздах [на деревьях]. Носят звериные шкуры, пьют сырую кровь, старший и младший братья друг другу не доверяют. В горы они взбираются подобно птицам, по траве мчатся как дикие звери. Добро забывают, но если им вред причинить — непременно отомстят. Ещё — спрятав стрелы в волосах и привязав клинок под одеждой, они, собравшись гурьбой соплеменников, нарушают границы или же, разведав, где поля и шелковица, грабят народ страны Ямато. Если на них нападают, они скрываются в траве, если преследуют — взбираются в горы. Издревле и поныне они не подчиняются владыкам Ямато». Большая часть этого текста из «Нихон сёки» является стандартной характеристикой любых «варваров», заимствованной японцами из древнекитайских хроник «Вэньсюань» и «Лицзи». Лишь через несколько веков постоянных стычек из японских военных отрядов, оборонявших северные границы Ямато, сформировалось то, что впоследствии получило наименование «самурайство». Самурайская культура и самурайская техника ведения боя во многом восходят к айнским боевым приёмам и несут в себе множество айнских элементов, а отдельные самурайские кланы по своему происхождению являются айнскими, наиболее известный — клан Абэ.
В 780 году вождь айнов Атеруй поднял восстание против японцев: на реке Китаками ему удалось разбить присланный отряд численностью в 6 тысяч воинов. Позднее японцам удалось с помощью подкупа захватить Атеруя и казнить его в 803 году. В 878 году айны подняли восстание и сожгли крепость Акита, но после пошли на соглашение с японцами. На севере Хонсю также было восстание айнов в 1051 году.
Только в середине XV века небольшой группе самураев во главе с Такэда Нобухиро удалось переправиться на Хоккайдо, который тогда назывался Эдзо (японцы называли айнов эдзо — 蝦夷 или 夷 эмиси/эбису, что означало «варвары», «дикари») и основать на южной оконечности острова (на полуострове Осима) первое японское поселение. Такэда Нобухиро считается основателем клана Мацумаэ, который правил островом Хоккайдо до 1799 года, а затем управление перешло в руки центрального правительства. В ходе колонизации острова самураям клана Мацумаэ постоянно приходилось сталкиваться с вооружённым сопротивлением со стороны айнов.
Из наиболее значительных выступлений следует отметить: борьбу айнов под предводительством Косямаина (1457 год), выступления айнов в 1512—1515 годах, в 1525 году, под предводительством вождя Танасягаси (1529 год), Тариконны (1536 год), Мэннаукэи (Хэнаукэ) (1643 год) и под предводительством Сягусяина (1669 год), а также множество более мелких выступлений.
Эти выступления, в сущности, не были только «айнской борьбой против японцев», так как среди повстанцев было немало японцев. Это была не столько борьба айнов против японцев, сколько борьба жителей острова Эдзо за независимость от центрального правительства; борьба за контроль над выгодными торговыми путями: через остров Эдзо проходил торговый путь в Маньчжурию.
Наиболее значимым из всех выступлений было восстание Сягусяина. По многим свидетельствам, Сягусяин не принадлежал к айнской аристократии — ниспа, а был просто неким харизматическим лидером. Очевидно, что вначале его поддерживали далеко не все айны. Здесь также следует учитывать, что на протяжении всей войны с японцами айны по большей части действовали отдельными локальными группами и никогда не собирали большие соединения. Путём насилия и принуждения Сягусяину удалось прийти к власти и объединить под своей властью очень многих айнов южных районов Хоккайдо. Вероятно, что по ходу осуществления своих планов Сягусяин перечёркивал некоторые очень важные установления и константы айнской культуры. Можно даже утверждать, что вполне очевидно, что Сягусяин был не традиционным вождём — старейшиной локальной группы, а что он смотрел далеко в будущее и понимал, что айнам совершенно необходимо осваивать современные технологии (в широком смысле этого слова), если они хотят и дальше продолжать независимое существование.
В этом плане Сягусяин, пожалуй, был одним из наиболее прогрессивных людей айнской культуры. Первоначально действия Сягусяина были очень удачными. Ему удалось практически полностью уничтожить войска Мацумаэ и выгнать японцев с Хоккайдо. Цаси (укреплённое поселение) Сягусяина находилось в районе современного города Сидзунай на самой высокой точке при впадении реки Сидзунай в Тихий океан. Тем не менее его восстание было обречено, как все другие, предшествующие и последующие выступления.
Культура айнов — охотничья культура, которая никогда не знала больших поселений и в которой самой крупной социальной единицей была локальная группа. Айны всерьёз полагали, что все задачи, которые ставит перед ними внешний мир, могут быть решены силами одной локальной группы. 
Система управления в Мацумаэ была следующей: самураям клана раздавались прибрежные участки (которые фактически принадлежали айнам), но самураи не умели и не желали заниматься ни рыболовством, ни охотой, поэтому сдавали эти участки в аренду откупщикам, вершившим все дела. Они набирали себе помощников: переводчиков и надсмотрщиков. Переводчики и надсмотрщики совершали множество злоупотреблений: жестоко обращались со стариками и детьми, насиловали айнских женщин, ругань в отношении айнов была самым обычным делом. Айны находились фактически на положении рабов. В японской системе «исправления нравов» полное бесправие айнов сочеталось с постоянным унижением их этнического достоинства. Мелочная, доведённая до абсурда регламентация жизни была направлена на то, чтобы парализовать волю айнов. Многие молодые айны изымались из своего традиционного окружения и направлялись японцами на различные работы — например, айны из центральных районов Хоккайдо посылались на работу на морские промыслы Кунашира и Итурупа (которые в то время также были колонизированы японцами), где жили в условиях неестественной скученности, не имея возможности поддерживать традиционный образ жизни.
По сути дела, здесь можно говорить о геноциде айнов. Всё это привело к новым вооружённым выступлениям: восстанию на Кунашире в 1789 году. Ход событий был такой: японский промышленник Хидая попытался открыть на тогда ещё независимом айнском Кунашире свои фактории, но вождь Кунашира — Тукиноэ — не разрешил ему сделать это, захватил все товары, привезённые японцами, и отправил японцев обратно в Мацумаэ. В ответ на это японцы объявили экономические санкции против Кунашира. После 8 лет блокады Тукиноэ позволил-таки Хидая открыть несколько факторий на острове. Население немедленно попало в кабалу к японцам. Через некоторое время айны под предводительством Тукиноэ и Икитои подняли восстание против японцев и очень быстро одержали верх. Нескольким японцам, однако, удалось спастись и добраться до столицы Мацумаэ. В итоге клан Мацумаэ послал войска для подавления мятежа.

### Айны после реставрации Мэйдзи

#### Эдзо (с 1869 года — Хоккайдо)

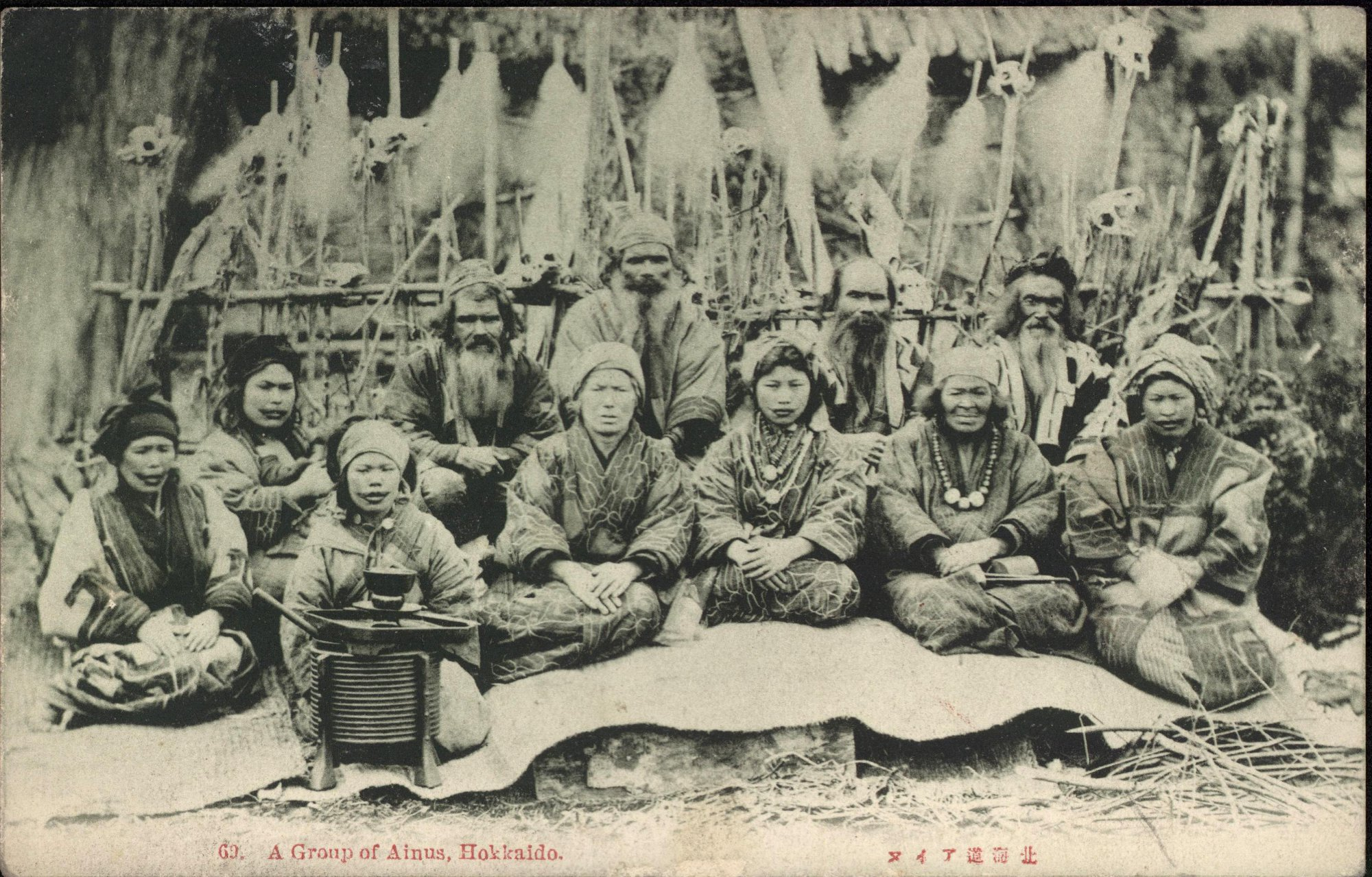
Группа айнов с острова Хоккайдо. Конец XIX века

После подавления восстания айнов Кунашира и Менаси центральное сёгунское правительство прислало комиссию. Чиновники центрального правительства рекомендовали пересмотреть политику в отношении аборигенного населения: отменить жестокие указы, назначить в каждый район врачей, обучить японскому языку, земледелию, постепенно приобщать к японским обычаям. Так началась ассимиляция. Настоящая колонизация Хоккайдо началась лишь после реставрации Мэйдзи, имевшей место в 1868 году: мужчин заставляли стричь бороды, женщинам запрещали делать татуировку губ, носить традиционную айнскую одежду. Ещё в начале XIX века были введены запреты на проведение айнских ритуалов, в особенности, Иёмантэ.
Стремительно росло число японских колонистов Хоккайдо. Так, в 1897 году на остров переселилось 64 350 человек, в 1898 году — 63 630, а в 1901 году — 50 100 человек. В 1903 году население Хоккайдо состояло из 845 тысяч японцев и всего лишь 18 тысяч айну. Начался период самой жестокой японизации хоккайдоских айну. В 1899 году был принят Закон о покровительстве аборигенному населению: каждой айнской семье полагался земельный участок с освобождением на 30 лет с момента его получения от поземельного и местного налогов, а также от регистрационных платежей. Этот же закон разрешил проезд через земли айнов только с санкции губернатора, предусмотрел выдачу бедным айнским семьям семян, а также оказание неимущим медицинской помощи и строительство школ в айнских деревнях. В 1937 году было принято решение об обучении детей айнов в японских школах.

#### Сахалин и Курилы
Жители Камчатки — камчадалы (ительмены) делили курильцев (айнов) на «ближних» и «дальних». Это деление заимствовали у ительменов русские. В официальных документах XVIII века можно встретить выражения: «ближние курильцы» или «дальние курильцы», равно как и выражения «ближние Курильские острова», «дальние Курильские острова». К «ближним Курильским островам» относились первые два острова Шумшу и Парамушир, к «дальним» — все остальные, расположенные к югу от названных, включая Эдзо/Матсмай (Хоккайдо). Население «ближних» и «дальних» Курильских островов незначительно различалось по языку и культуре. «Ближние» курильцы (включая жителей юга Камчатки) были метисами, произошедшими от браков между ительменами и айнами. «Дальние курильцы», будучи истинными айнами, отличались от «ближних» не только особенностями языка и своей материальной культурой, но и «в телесном виде», в частности, обильным волосяным покровом на теле, за который они получили у русских название: «мохнатых курильцев».

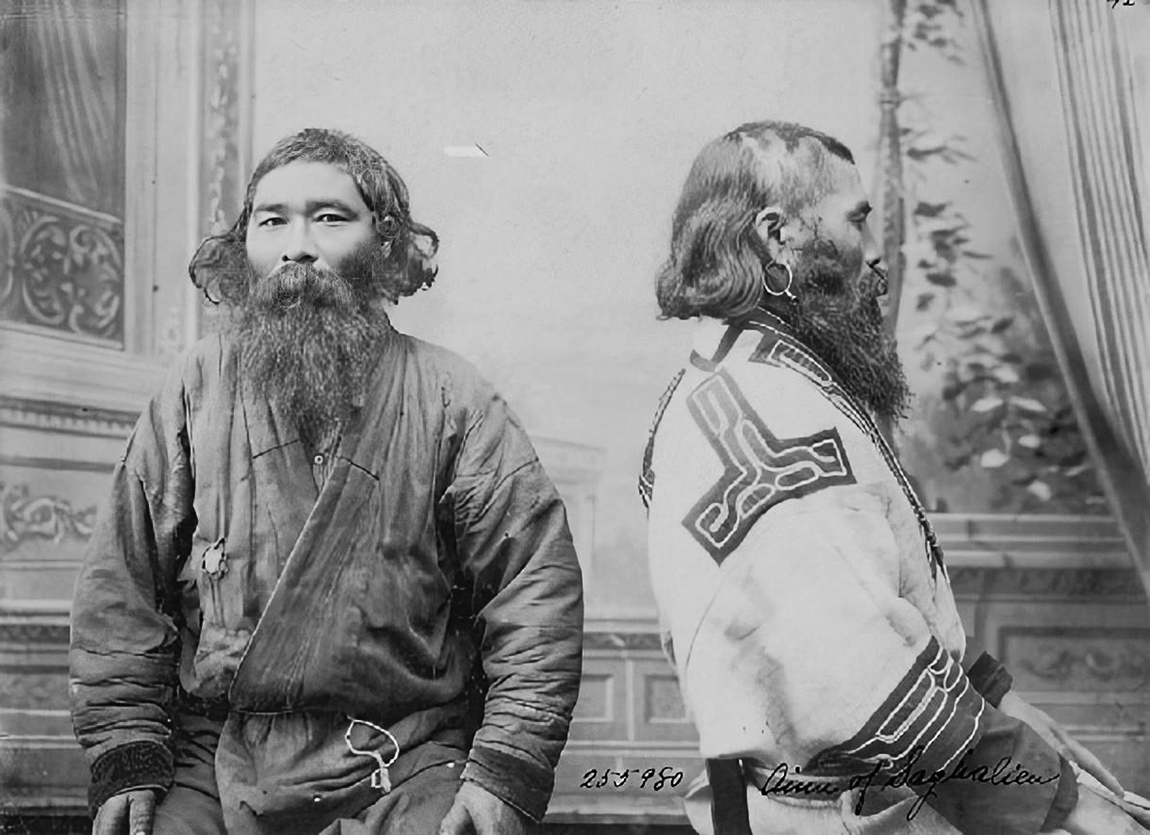
Сахалинские айны (фотография Бронислава Пилсудского, 1900-е гг.)

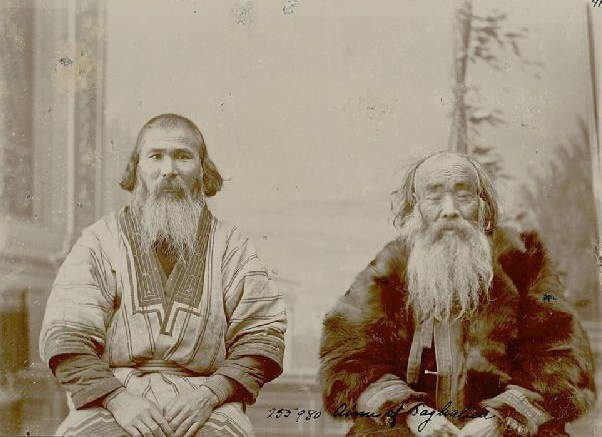
Сахалинские айны в 1904 г.

По Симодскому договору 1855 года Сахалин был в общем японско-русском пользовании, а Курильские острова разделены так: Япония владела грядой Хабомаи, Кунаширом и Итурупом, а Россия — островами от Урупа до Шумушу. И курильские айны более тяготели к русским, нежели к японцам: многие из них владели русским языком и были православными. Причина подобного положения вещей заключалась в том, что русские колониальные порядки, несмотря на многие злоупотребления сборщиков ясака и вооружённые конфликты, спровоцированные казаками, были куда мягче японских. Айны не вырывались из своей традиционной среды, их не заставляли радикально менять образ жизни, не низводили до положения рабов. Они жили там же, где жили и до прихода русских, и занимались теми же самыми занятиями.
В 1875 году, по Петербургскому договору, весь Сахалин был закреплён за Россией, а все Курильские острова переданы Японии.
В период с 1875 по 1905 годы айны как коренной народ Сахалина оказались разделены. Треть айнского племени, 850 человек, была насильственно вывезена на Хоккайдо и подверглась японизации. Чиновники колонизационного бюро Японии склонили айнов к переселению в интересах рыбопромышленных компаний Датэ и Сухара, покидавших Анивский залив и нуждавшихся в рабочей силе. Сахалинские туземцы соглашались переселиться только в район мыса Соя, отделённого от южного берега о. Сахалин узким проливом Лаперуза, надеясь, что оттуда они смогут посещать могилы предков. Но Агентство развития Хоккайдо, стремясь ассимилировать сахалинских айнов, опредедило местом их постоянного проживания болотистый берег реки Исикари в Цуисикари.
В 1886 году с лета до осени на Хоккайдо свирепствовала эпидемия холеры и оспы, вследствие чего 40% сахалинских айнов умерло.
В дальнейшем (когда в конце 1880-х годов и после русско-японской войны перемещённые лица стали возвращаться в родные места самотёком) их стали называть исикари-айну, чтобы отличать их от соплеменников, остававшихся после 1875 года на Сахалине.
Северокурильские айны, отошедшие вместе с островами Японии, не решились расстаться со своей родиной. И тогда их постигла самая тяжкая участь: японцы перевезли всех северокурильских айнов на остров Шикотан, отняли у них все орудия лова и лодки, запретили выходить в море без разрешения; вместо этого айны привлекались на различные работы, за которые получали рис, овощи, немного рыбы и сакэ, что абсолютно не соответствовало традиционному рациону северокурильских айнов, который состоял из мяса морских животных и рыбы. Кроме того, курильские айны оказались на Шикотане в условиях неестественной скученности, в то время как характерной этноэкологической чертой курильских айнов было расселение мелкими группами, причём многие острова оставались вообще незаселёнными и использовались айнами как охотничьи угодья щадящего режима. Нужно также учитывать, что на Шикотане жило много японцев.
На Сахалине в то время, когда он был в совместном японско-русском пользовании, айны находились в кабальной зависимости от сезонных японских промышленников, приезжавших на лето. Японцы перегораживали устья крупных нерестовых рек, поэтому рыба просто-напросто не доходила до верховий, и айнам приходилось выходить на берег моря, чтобы добыть хоть какое-то пропитание. Здесь они сразу же попадали в зависимость от японцев. Японцы выдавали айнам снасти и отбирали из улова всё самое лучшее. Свои собственные снасти айнам иметь запрещалось. С отъездом японцев айны оставались без достаточного запаса рыбы, и к концу зимы у них почти всегда наступал голод. Русская администрация занималась северной частью острова, отдав южную произволу японских промышленников, которые, понимая, что их пребывание на острове будет недолгим, стремились как можно интенсивнее эксплуатировать его природные богатства. После того как по Петербургскому договору Сахалин перешёл в безраздельное владение России, положение айнов несколько улучшилось, однако, нельзя сказать, что устройство на Сахалине каторги способствовало развитию айнской культуры.
Айны Сахалина, как определял «Устав об управлении инородцев», причислялись к «кочевым инородцам», хотя по сути являлись осёдлыми рыболовами, для которых охота имела второстепенное значение. Перенятый у русских опыт строительства тёплых изб позволял айнам отказаться от обычая устраивать два жилища — летнее (возле мест рыболовли) и зимнее (землянка). Только в трёх селениях — Наёро, Тарайка и Котанкес — айны продолжали делать на зиму землянки, выбирая места подальше от морского побережья. Зимы были здесь настолько суровыми, что это был самый пригодный способ спастись во время холодов. Землянки были довольно тёплыми и большими: в жилище площадью от 14 до 36 кв. м. и глубиной 1,5 м., обустроенном 1-2 очагами, могли разместиться 2 семьи, а то и 4-5.
После Русско-японской войны, когда южный Сахалин превратился в губернаторство Карафуто, старые японские порядки вернулись вновь. Остров интенсивно заселялся иммигрантами, вскоре пришлое население многократно превысило айнское. В 1914 году всех айнов Карафуто собрали в 10 населённых пунктах. Передвижение жителей этих резерваций по острову ограничивалось. Японцы всячески боролись с традиционной культурой, традиционными верованиями айнов, пытались заставить их жить по-японски. Ассимиляционным целям служило и обращение в 1933 году всех айнов в японских подданных. Всем присвоили японские фамилии, а молодое поколение в дальнейшем получало и японские имена.
После поражения Японии во Второй мировой войне в 1945 году именно как японские подданные айны попали под репатриацию. Остались только около 200 человек.

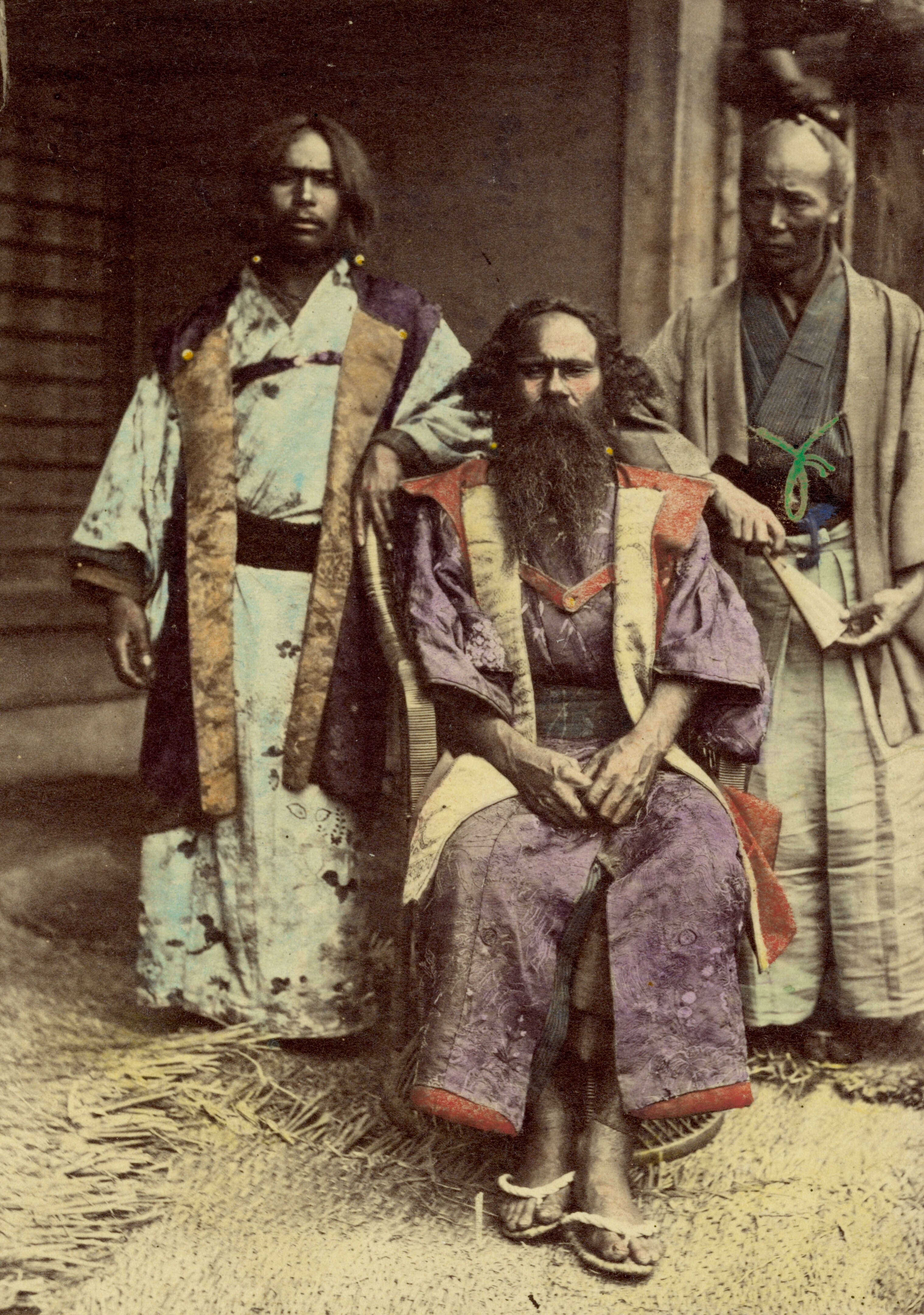
Вожди айнов. 1860-е гг.

### Современные айны

#### Айны в Японии

Карта распределения айнов на Хоккайдо

Деревянный памятник айну на станции Саппоро

В настоящее время в Японии проживает около 25 000 айнов. Айны долго не признавали себя японцами, не принимали японскую культуру, требуя создания суверенного национального государства. Национализм айнов имеет много общего с национализмом рюкюсцев.
6 июня 2008 года японский парламент принял резолюцию, не имеющую обязательной силы, призывающую правительство признать айнов в качестве коренного населения Японии и призывающую положить конец дискриминации в отношении этой группы. Резолюция признала народ айнов как «коренного народа с отличным языком, религией и культурой». Правительство немедленно выступило с заявлением, подтверждающим принятия резолюции, заявив: «Правительство хотело бы торжественно принять исторический факт, что многие айны подверглись дискриминации и оказались в нищете в результате модернизации, несмотря на то, что они юридически равны (японцам)». Однако это никак не изменило ситуации и не привело к росту самосознания, потому что к настоящему времени все айны полностью ассимилированы (японизированы) и ничем практически не отличаются от японцев. Они знают о своей культуре зачастую намного меньше японских антропологов и не стремятся её поддерживать, что объясняется длительной дискриминацией. В феврале 2019 года правительство Японии укрепило правовой статус народа айнов, приняв законопроект, в котором айны официально признаются коренным народом. Кроме того, законопроект направлен на упрощение процедур получения различных разрешений от властей в отношении традиционного образа жизни айнов 19 апреля 2019 года правительством Японии был принят «Закон о мерах по созданию общества, в котором уважается гордость народа айнов», официально признавший айнов Хоккайдо коренным народом Японии.
2 апреля 1984 года был открыт музей айнов в посёлке Сираои. 31 марта 2018 года он был закрыт, чтобы освободить место для Национального музея айнов, открытие которого состоялось 12 июля 2020 года, ещё до проведения летних Олимпийских игр 2020 года и летних Паралимпийских игр 2020 года. Музей и рядом расположенный национальный парк айнов будет служить базой для защиты и популяризации народа айнов их культуры и языка. Айны приняли участие в церемонии открытия XXXII Летних Олимпийских игр 2020 года в Японии.
На Хоккайдо большая часть из того, что называется «традиционные айнские ритуалы» (например, известный ритуал маримо на оз. Акан), было изобретено японцами исключительно для привлечения туристов и не имеет никакого отношения к сохранению культуры айну. Так называемая традиционная культура айну неоднократно подвергалась изменениям, и поэтому ритуальные практики не могут быть основанием для отнесения того или иного человека к айнскому этносу.
Исследовательница айнов Эмико Онуки-Тирни утверждала: «Я согласна, что традиции айнов исчезают и традиционный путь котан более не существует. Айны часто живут среди японцев либо образуют отдельные участки/районы в пределах деревни/города. Я разделяю досаду коллеги-антрополога Джорджа Симеона насчёт некоторых англоязычных публикаций, которые дают неточное изображение айнов, в том числе неправильное представление о том, что они якобы продолжают жить, следуя традиционному пути котан».

#### Айны в России
В России небольшие группы айнов и их ассимилированных другими народностями потомков проживают в Хабаровском крае, на Сахалине, и, самое многочисленное сообщество, — в Камчатском крае (село Запорожье Усть-Большерецкого района).

## Культура

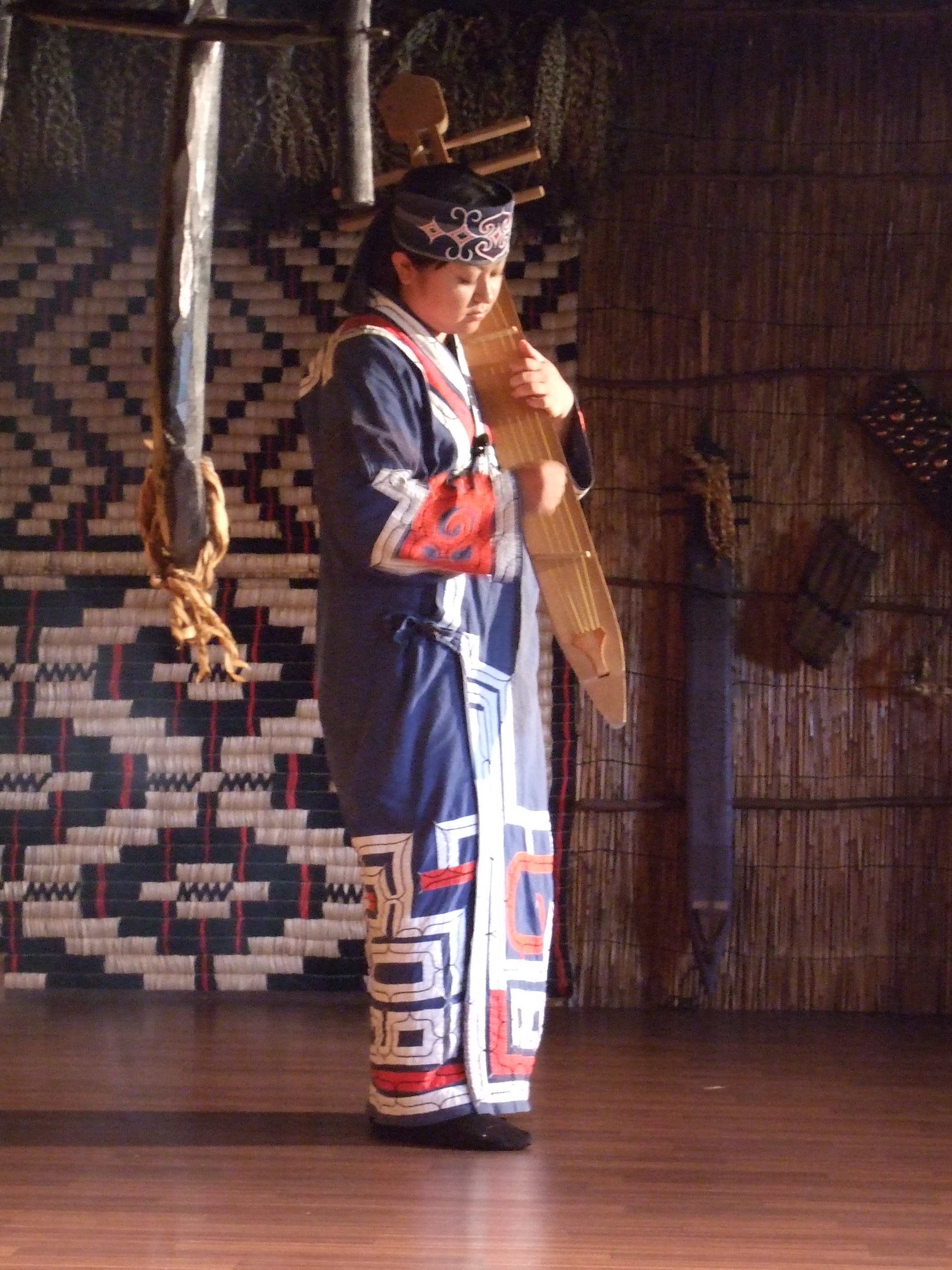
Айнская женщина, играющая на музыкальном инструменте тонкори

### Обычаи

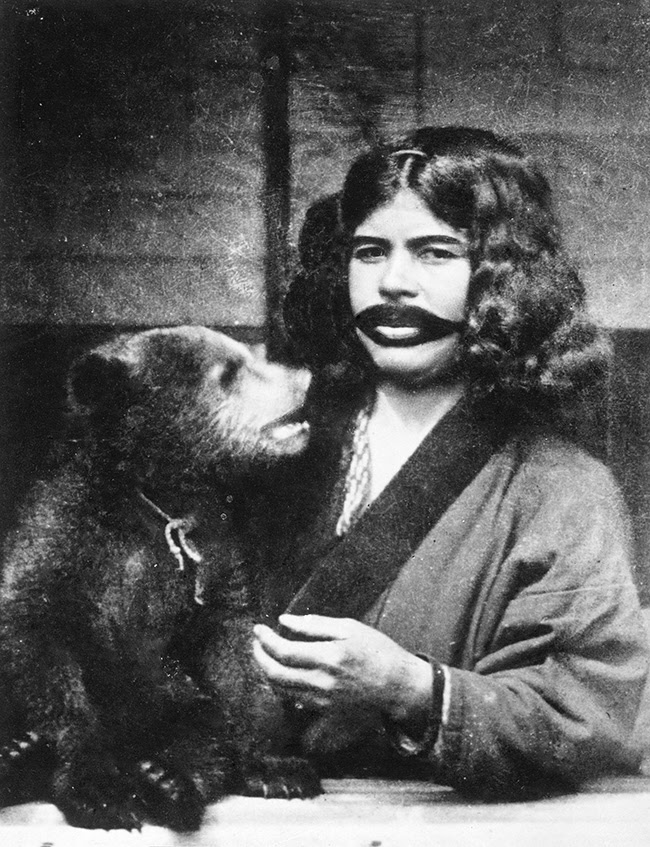
Айнская женщина с татуированными губами и медведем

В своих «Записках» Невельской упоминает обычай замужних айнских женщин татуировать свои губы:

Губы мажут себе женщины в знак того, что они более не девицы.

А. С. Полонский в своей монографии «Курилы» (1871 г.) приводит следующие данные о матримониальных традициях айнов Курил в XVIII веке:

При женитьбе было в обыкновении хватать невесту. Обычай этот, общий с камчадалами до принятия ими христианства, у курильцов был выгоднее тем, что жених во избежание потасовок от женщин во время хватанья, мог, сговорившись с невестою, увезти её тайком на другой остров. Жён имели по две и более и как они спали вместе, то муж приходил к которой-нибудь по своему желанию, украдкою и разделял с ней ложе. Многожёнство не мешало иметь и коекчучей. Мужья были вовсе неревнивы и если который замечал жену в связи с другим, то равнодушно говорил, что это её дело, или грех, а не его. Но при всём явном послаблении разврату, прелюбодейства преследовались. Виновный откупался, а в сомнительных случаях соперники оканчивали дело поединком, который заключался в том, что обиженный подозрением отпускал три полновесных удара палкою противнику и в той же мере получал от него сдачу. Удары отпускались друг другу попеременно.

### Хозяйство и общество

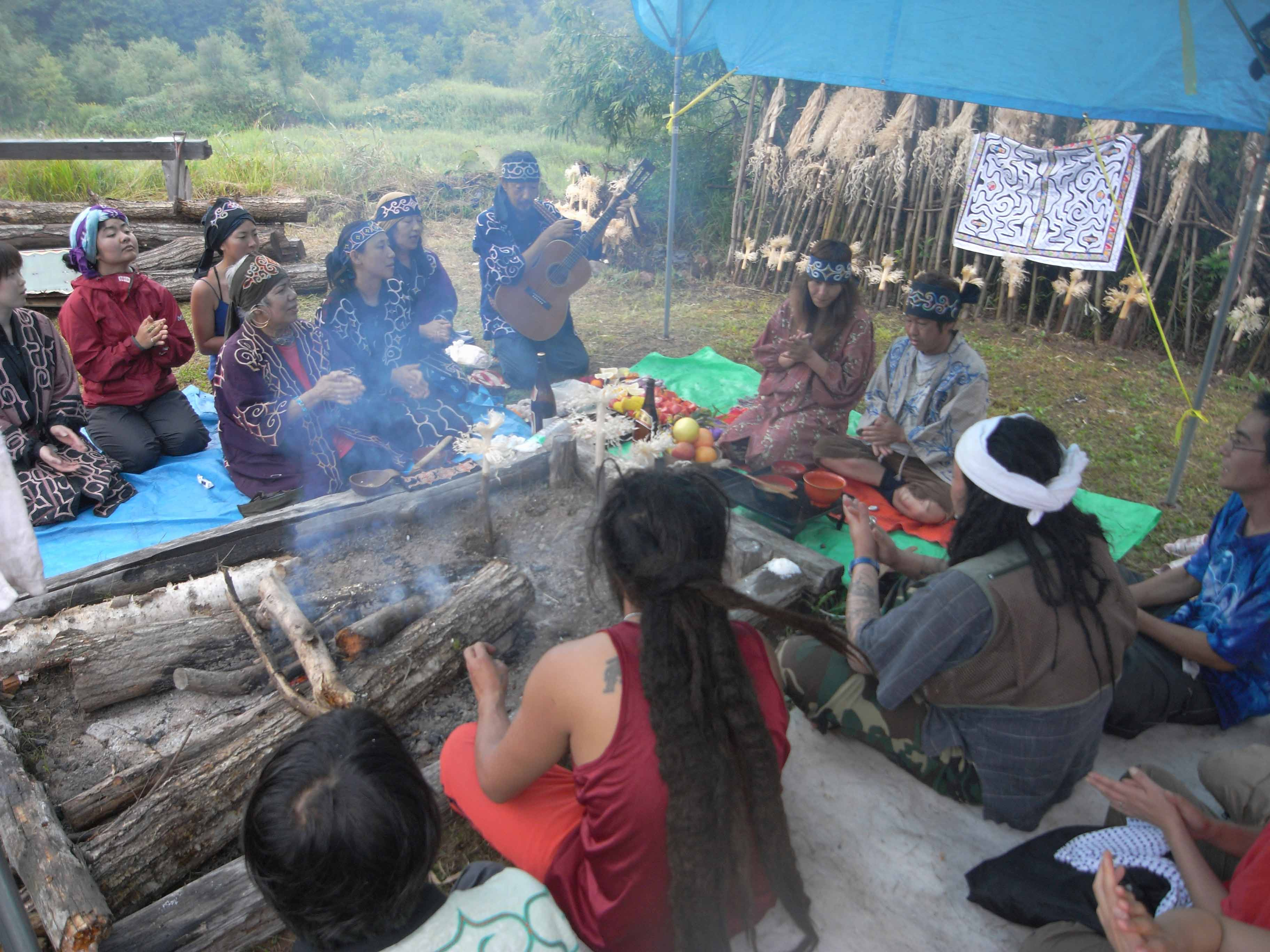
Айнская традиционная свадьба на Хоккайдо

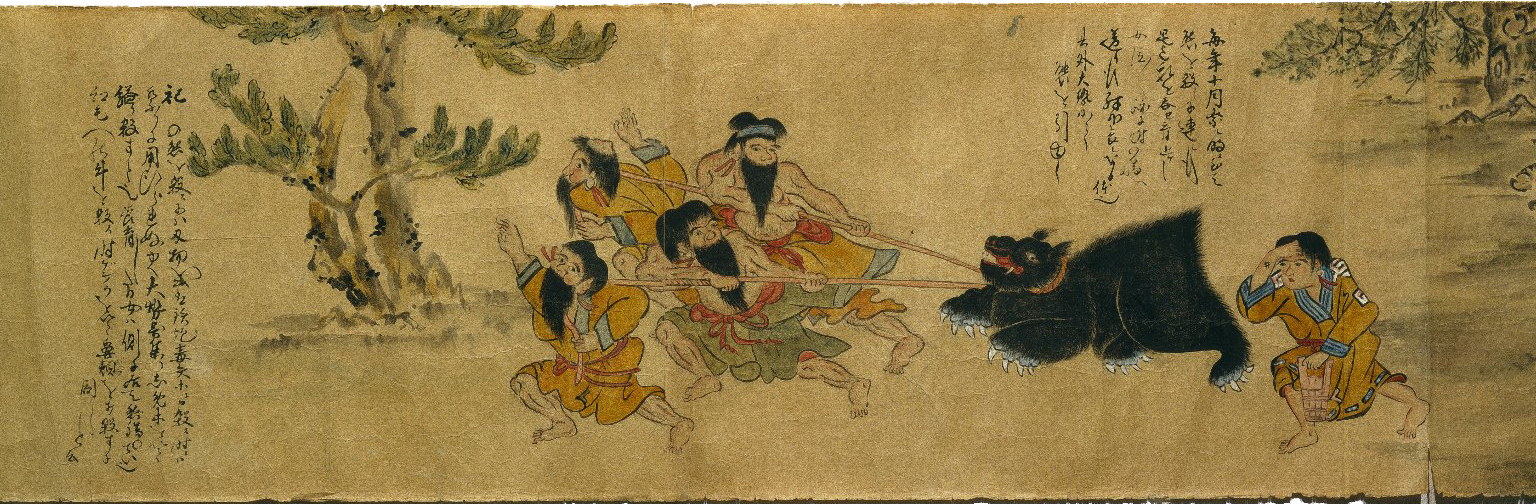
Охота на медведя, изображение 19 века

Айны не занимались земледелием; основными отраслями их хозяйства были собирательство, рыболовство и охота, поэтому было жизненно важно сохранять равновесие в природной среде и в человеческой популяции, не допуская демографических взрывов. Именно поэтому у айнов никогда не существовало крупных поселений и основной социальной единицей была локальная группа, на айнском языке — утар/утари — «люди, живущие в одном посёлке/на одной реке». Поскольку для поддержания жизни такой культуре было необходимо значительное пространство природы, то поселения неолитических айнов были достаточно удалены друг от друга и именно поэтому ещё в достаточно раннее время они расселились по всем островам японского архипелага.
Частью традиционных промыслов айнов была охота на китов. Согласно описанию С.П. Крашенинникова, данному в книге «Описание земли Камчатки»:

Курильцы около Лопатки и островов своих разъежжают на байдарах, и ищут таких мест, где киты спят обыкновенно, которых нашед бьют ядовитыми стрелами. И хотя рана от стрелы толь великому животному сперва совсем нечувствительна, однако вскоре после того бывает причиною нестерпимой болезни, которую изъявляют они мечучись во все стороны и преужасным ревом; напоследок в кратком времени будучи раздуты издыхают.

Среди айнов была широко распространена культура табакокурения. Поток табака на Сахалин и Курилы шёл непосредственно из Японии через айнов о. Эдзо (Хоккайдо), которые познакомились с табаком в ходе войн с японцами. Дальше на Сахалин и, видимо, в Приморье среди родственных групп табак распространяли сами айны. Известно, что в 1643 году айны уже выращивали  табак. К тому же, судя по японским источникам, в это время табак оживлённо развозится морскими торговыми судами; табак становится одним из важнейших предметов внешней торговли Японии с «северными варварами» — эдзо.
Айны хорошо знали свойства растений и корнеплодов, используемых в пищу, замечали их действие на организм человека. Важной частью рациона были клубни дальневосточной лилии тома. Луковицы её, величиной с лесной орех, женщины собирали обычно во второй половине августа. Их промывали, ошпаривали кипятком и, нанизав гирляндами на нитку, подвешивали сушиться под кровлей. Заготовленные клубни варили, иногда употребляли с икрой камбалы. Из клубней сараны готовили муку, из которой в основном пекли лепёшки. С конца августа до середины сентября занимались сбором луковиц кив (растений семейства лилейных). Осенью в пищу шли плоды диких слив, яблонь, груш, винограда, актинидии, сахалинского бархата, маньчжурского ореха, ростки папоротника и др. Собирали дикорастущие растения только женщины и дети с ранней весны до поздней осени. Важными пищевыми и лекарственными растениями являются брусника яйтуреп и клюква асыт. Айны знали 16 видов съедобных ягод, их употребляли в пищу в свежем виде, иногда сушили.
Единственным домашним животным у айнов была собака ину, сета — породы, близкой к сибирской лайке. Собачье мясо епахт являлось источником пищи в экстремальных ситуациях, но чаще всего его использовали в лечебных целях. Собака служила сторожем, использовалась на охоте и рыбной ловле, для упряжки в нарте и лодке. Сухопутным средством связи был собачий транспорт. Обучение ездовых собак и уход за ними требовал большого умения и опыта. Существовала хорошо отработанная система селекции, включавшая приёмы отбора, выбраковки, сортировки, ухода, воспитания, кормления, дрессировки, в результате чего была выведена порода, успешно используемая при охоте и рыболовстве. Для ловли лосося рыболовы Курильских островов и Хоккайдо использовали дрессированных собак. Животных обучали плавать в заливе рядом с берегом, чтобы они гнали косяки в сторону рыболова, ловили лососей для хозяина. За ночь собака доставала из воды до 30 штук кеты.

### Материальная культура

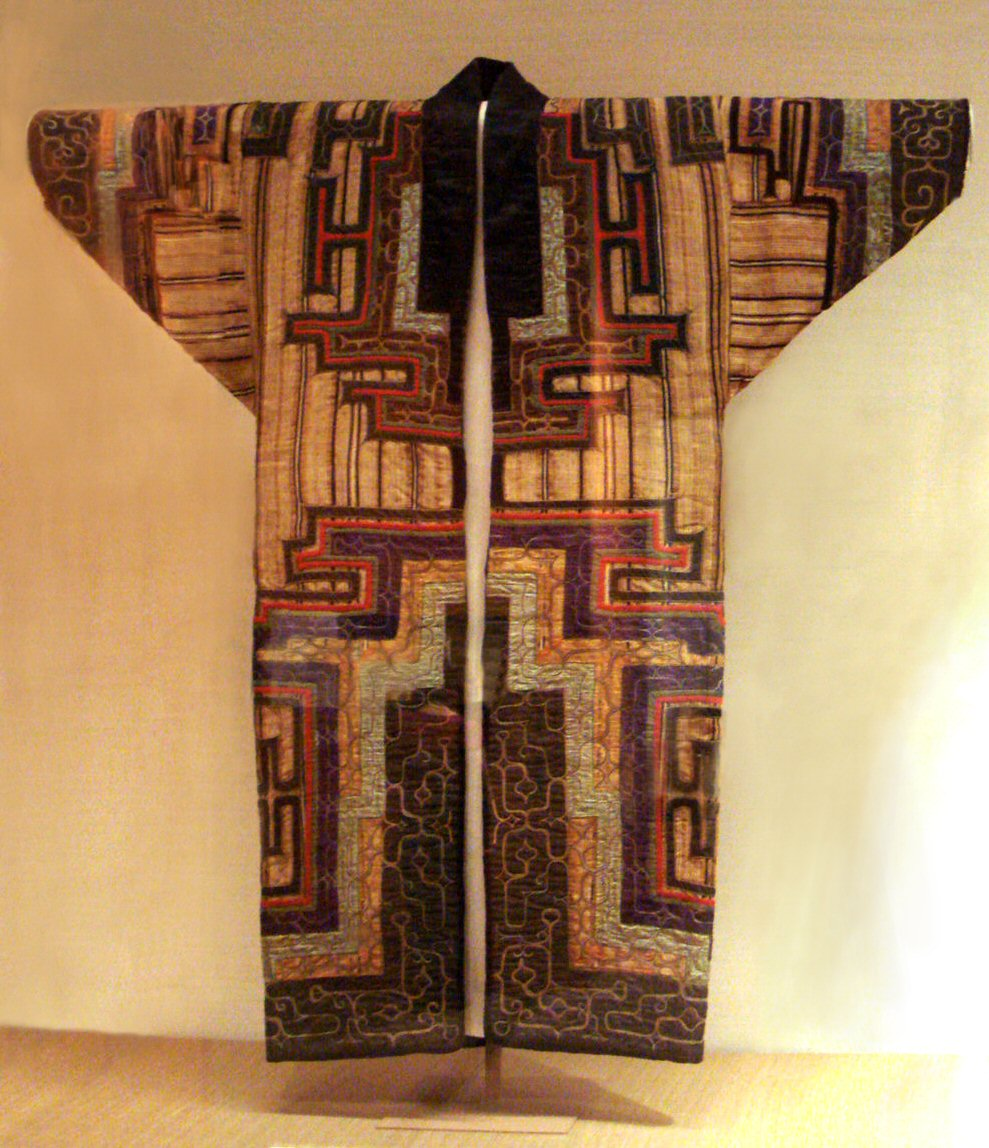
Айнское церемониальное одеяние

Айны — единственные из малочисленных народов Дальнего Востока России, которым было известно искусство ткачества. Женщины на самодельных ткацких станках изготовляли из ниток крапивы мосе и древесного луба си ткани для одежды. Нитки использовали для верёвок и сетей, из стеблей и корней крапивы научились добывать натуральные красители.
А. А. Попов, развивая гипотезу о самостоятельном происхождении айнского ткачества, заметил, что только айны употребляли для тканья нити из древесного лыка, неизвестные другим народам Сибири. Исследователь обратил внимание на некоторые особенности в устройстве деталей станка. Айнский станок более лёгкий по своей конструкции, нитчёнка не подвешивается и не покоится на подставках. У некоторых айнских станков имелась пластинка, одновременно выполнявшая функции и нитеразделителя, и основного разделителя. Айнский станок ведёт своё происхождение от бёрда для тканья поясов, имевшего форму прямоугольной пластины с отверстием. Ткачество поясов — тканье на нитку с помощью бёрда с узкими длинными прорезями было известно коми-пермякам, юго-западным татарам и русским.
Особенно широко было распространено древесное лыко для выделки верёвок. Айны для этой цели использовали лыко ольхи, мелколистного клёна тобени и жёлтого клёна нитистени, сдирали кору весной и только с южной стороны дерева. Из древесного лыка также изготовляли летнюю обувь вроде лаптей.

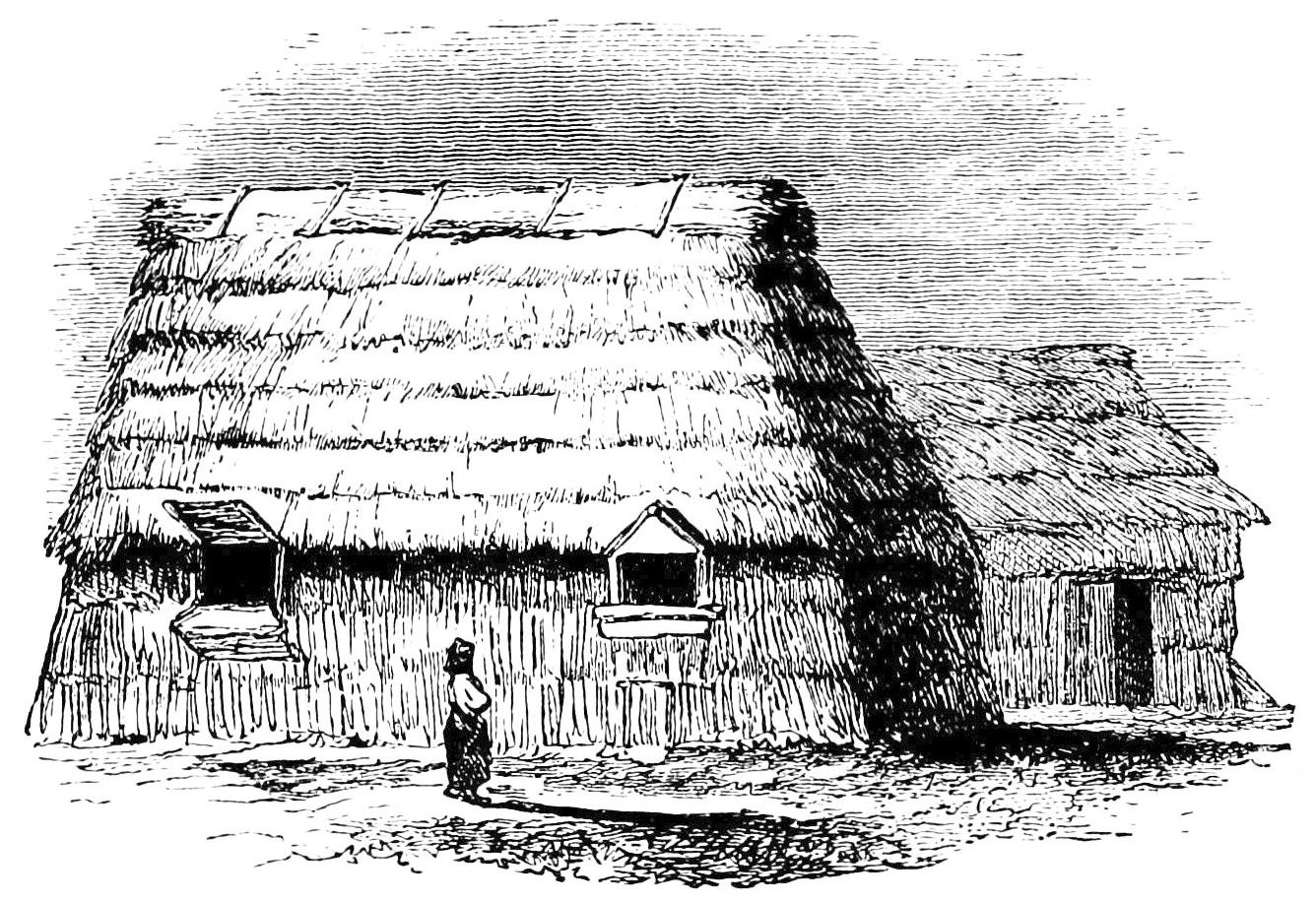
Дома айнов на изображении
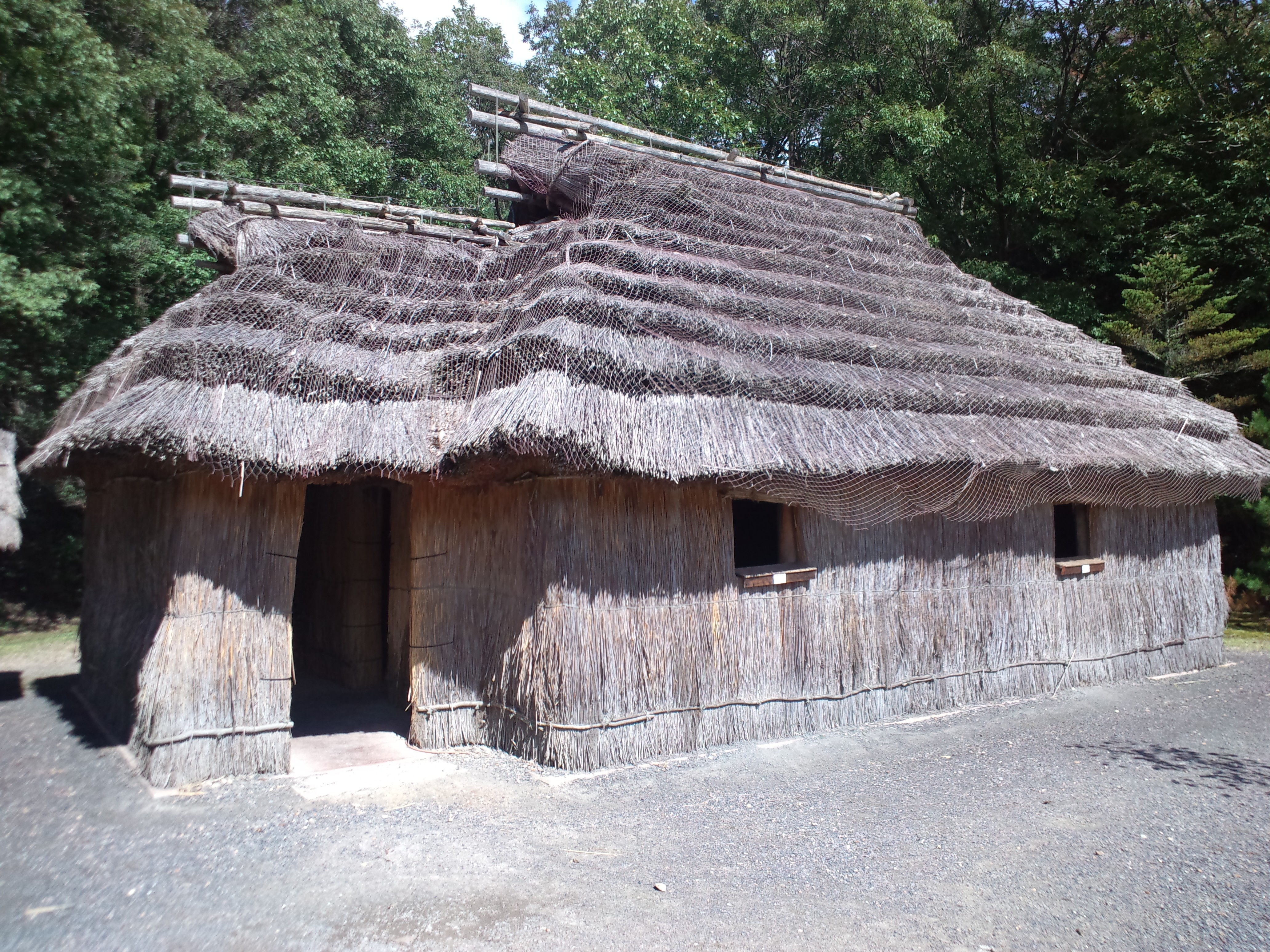
Айнский дом на Хоккайдо
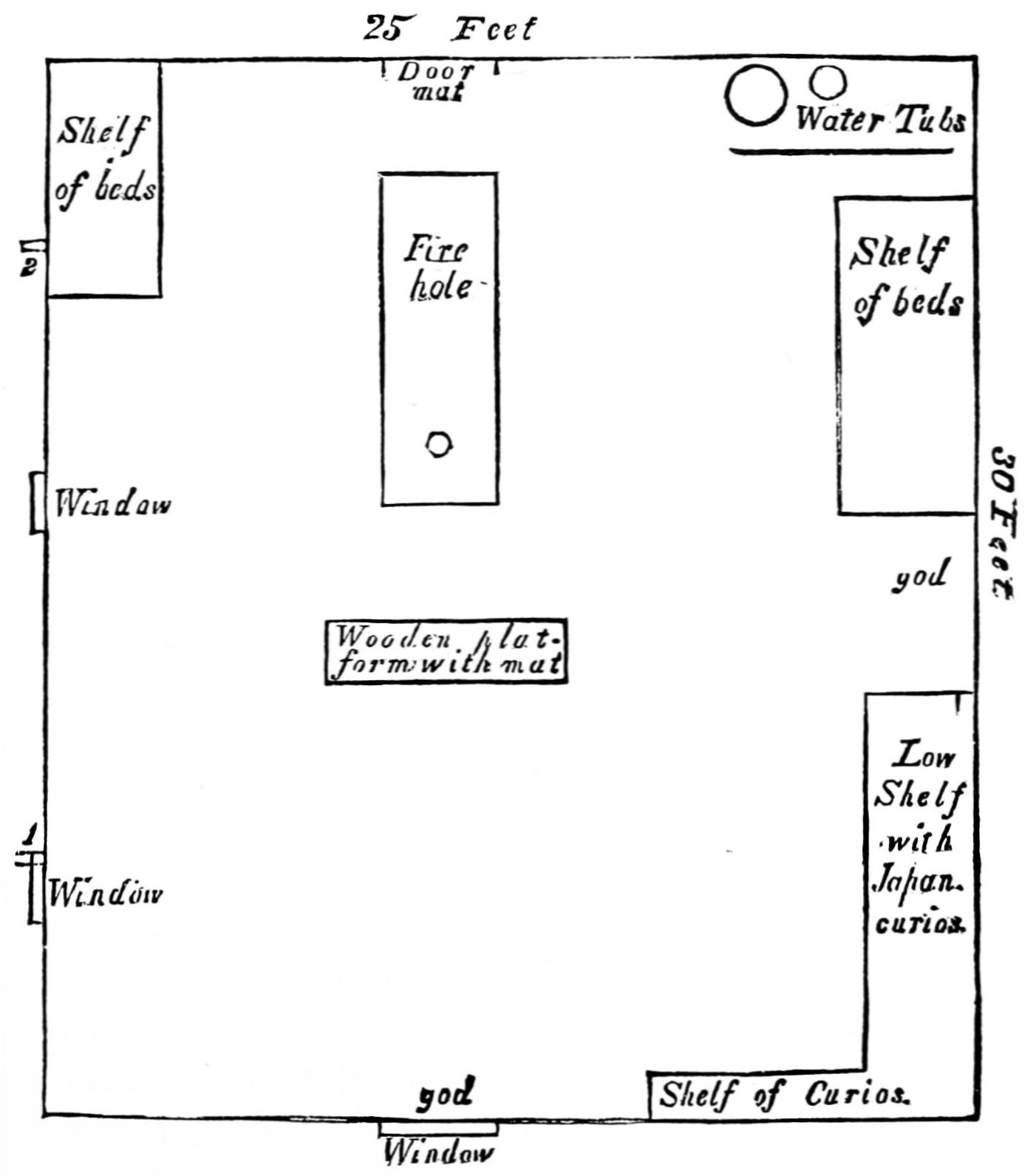
План айнского дома
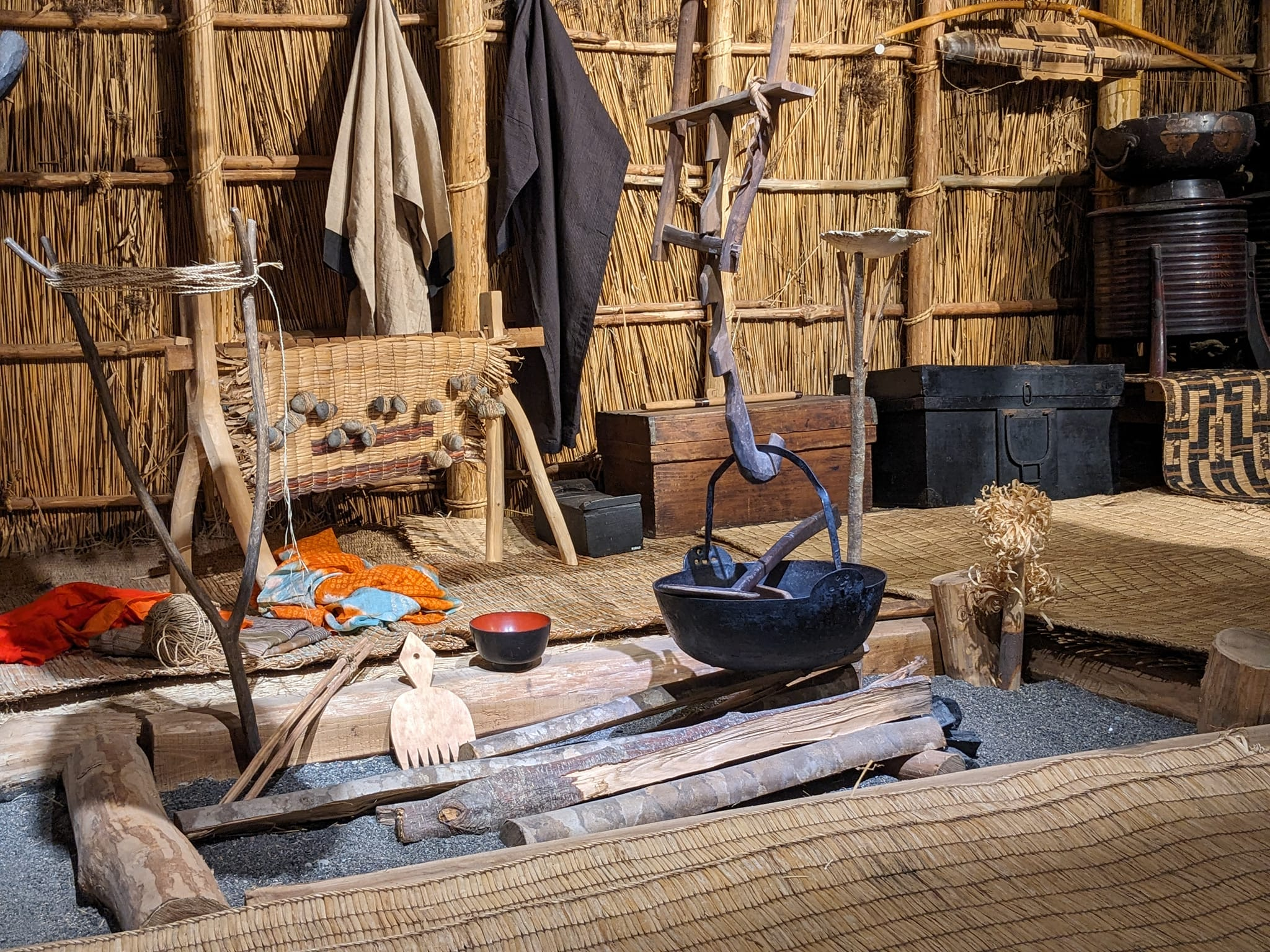
Место в доме у огня, вокруг которого собирались люди
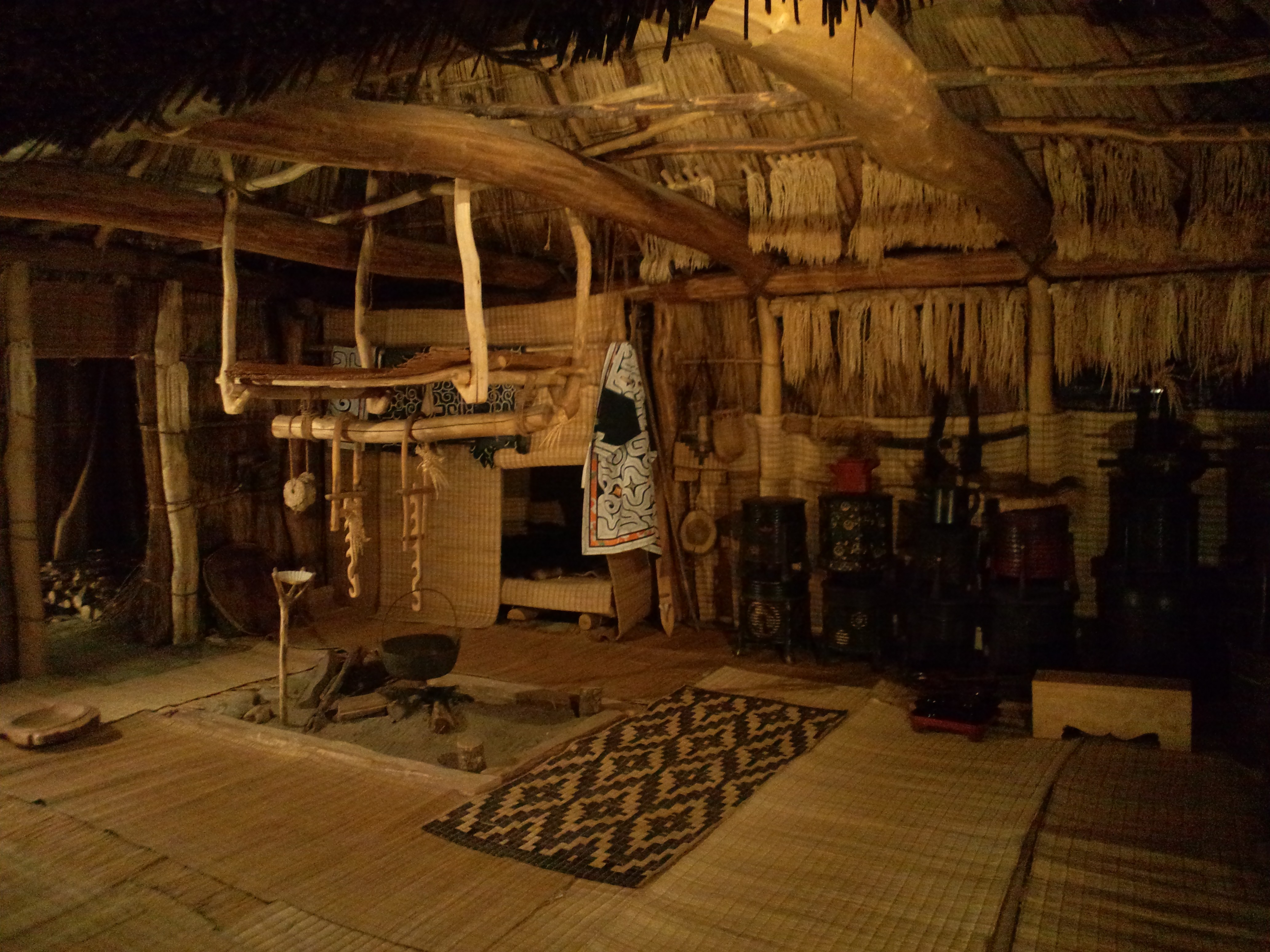
Внутренняя часть айнского дома

## Религия и мифология

### Представления о мироздании
У айнов не существовало сугубого определения, тождественного слову «пространство». Наиболее близкое по смыслу сир означает «остров», «погода», «время», «окружающая среда». Айны представляли пространство антропоморфным, оно строилось на оппозиции па — кес («голова» — «низ»): мосир па (горная местность, срединная часть вулканического острова), мосир кес (берег), котан па (часть поселения, которая находится ближе к горам), котан кес (часть поселения, которая находится ближе к морю). Основные категории пространства: пет («река»), котан («поселение»), часи («дом»), па/пакехе (восточная или северная часть острова). Дом часи стал упорядоченным пространством, который представлялся в виде человека, лежащего на спине, головой к горам. Представление о мировом древе, присущее материковым культурам, у айнов отсутствует.
По данным М. М. Добротворского, сахалинские айны считали, что Вселенная разделяется на области: кусунь катань — земля (селение) айнов; аахто котань (нижнее село) — подземный мир, куда отправляются души людей после смерти (добрые там наслаждаются всеми чувственными удовольствиями, злые мучаются как в аду), в нём также живут собаки. Для медведей айны отводят посмертное жилище в лесу — яма котань, а для тюленей и сивучей — в море — атуй котань.
Так как айны относились к политеистическим народам, они обожествляли природу. Тем не менее не все проявления природы почитались за богов. Бог для айнов — это то, что содержит душу божества, которая либо живёт в мире богов и спускается в мир людей, либо живёт в мире людей, воплощённая в предметах живой или неживой природы. Считалось, что на небесах боги имеют облик людей и ведут обычный для людей образ жизни, но, спускаясь на Землю, они изменяют его на облик животного или птицы. Например, филин, касатка и медведь были самыми почитаемыми животными среди айнов. Так как они являлись самыми крупными представителями в своей среды обитания, их почитали за воплощения богов деревни, моря и гор соответственно, которые спустились в мир людей из мира богов. Целью их пребывания на Земле считали контакт с людьми, в связи с чем убийство живых существ рассматривалось как угодное богам действие, если люди при этом проводили положенные ритуалы. Например, в первой песне «Собрания божественных песен Айну» люди с помощью ритуала помогают божеству вернуться домой на небеса. Исполнение ритуалов считалось важным.
Для того, чтобы заручиться благосклонностью богов, попросить их о чём-либо или поблагодарить за уже проявленную ими милость, айны молились и делали подношения богам в виде вина и ритуальных палочек инау, которые, как они считали, невозможно сделать в мире богов, поэтому они были желанным подарком для них. Молитвы и подношения сопровождались ритуалами, которые проводились для того, чтобы проявить к богу бо́льшее уважение или порадовать его. Считалось, что отсутствие обращения с душой бога или с его дарами должным образом, разозлит бога, он перестанет посещать мир людей или перестанет одаривать их своей милостью, что приведёт к голоду.
Появление бога в мире людей означало появление ценного для охоты животного, в облике которого он появлялся, а значит, была возможность получить его мясо, шкуру, клыки. Взамен боги могли поучаствовать в пире, устроенном людьми и получить с собой на небеса вино и ритуальные палочки инау. Айны никогда не проводили ритуалы и не совершали подношения злым божествам, так как считали их недостойными. Взамен, если что-то случалось, люди обращались за помощью к добрым богам. Помощь людям и борьба со злом являлись важными функциями и легендарного героя эдзосских айнов. В отличие от большинства богов, легендарный герой Окикирмуи представлялся айнам в облике человека, но с силами и возможностями бога. Побеждая злых божеств, он отправлял их души в подземный мир — своего рода чистилище для злых богов (души людей туда не попадали), откуда они уже не могли выбраться, поэтому такая смерть считалась страшной участью.

### Шаманство
Шаманы айнов в первую очередь рассматривались самими айнами как «примитивные» магико-религиозные специалисты, проводившие так называемые индивидуальные ритуалы. Они считались менее важными, чем монахи, священники и другие религиозные специалисты, которые представляли людей и религиозные учреждения, и также менее важными, чем те, кто исполнял обязанности в сложных ритуалах.

### Жертвоприношения
Среди айнов вплоть до конца XIX века была широко распространена практика жертвоприношений. Жертвоприношения имели связь с культом медведя и орла. Медведь символизирует дух охотника. Медведей выращивали специально для проведения ритуала. Хозяин, в чьём доме проводился обряд, старался пригласить как можно больше гостей. Айны считали, что дух воина обитает в голове медведя, поэтому главной частью жертвоприношения было отсечение головы животного. После этого голову помещали у восточного окна дома, которое считалось сакральным. Присутствующие на церемонии должны были испить кровь убитого зверя из чаши, передаваемой по кругу, что символизировало причастность к ритуалу.

### Поверья
Айны отказывались фотографироваться или же быть зарисованными исследователями. Это объясняется тем, что они издавна верили в то, что фотографии и различные их изображения, особенно в обнажённом виде или с малым количеством одежды, забирали часть жизни изображённого на фотографии человека. Известно о нескольких случаях изъятия айнами зарисовок, сделанных исследователями, занимавшимися их изучением. К нашему времени это суеверие среди них, однако, себя изжило и имело место лишь в конце XIX века.
Солнце — тюп (от тюпа «сияющая вещь») или токап тюп («светило дня») — почиталось как доброе существо, дающее тепло и свет.
Священной птицей считались орёл и филин. Золотой орёл, по поверьям айнов, сотворил мир. «Хозяин» селения и охранитель людей сравнивался с первопредком в образе филина.
Согласно традиционным представлениям, одним из животных, относящимся к «силам зла» или же демонам, является змея. Айны не убивают змей несмотря на то, что они являются источником опасности, так как верят, что злой дух, обитающий в теле змеи, после убийства покинет её тело и вселится в тело убийцы. Они также верят, что если змея найдёт кого-либо спящим на улице, то она заползёт спящему в рот и возьмёт контроль над его разумом, после чего человек сойдёт с ума.

## Наследие
Японское правительство деятельно приобщало айнов к японской культуре. Их заставляли изменять свои имена на японские, запретили заниматься традиционной деятельностью — охотой и рыбной ловлей, было также запрещено проведение множества ритуалов. Айнов обучали японскому языку, истории и культуре Японии, и они подвергались огромной дискриминации со стороны японцев, поэтому многие из них стали стыдиться своего происхождения и сами отказывались от использования родного языка и сохранения традиций. Чтобы родной язык и традиции айнов не были окончательно утеряны, Юкиэ Тири в 1922 составила сборник их устного творчества «Айну синъёсю». Она перевела его на японский язык, который был для неё вторым родным языком, явно рассчитывая на то, что его прочтёт и японская аудитория. 
Камеи юкар, к жанру которого принадлежат песни сборника, можно перевести как «песни богов». Этот жанр можно разделить на 2 подгруппы: непосредственно камуи юкар — песни природных богов, чаще всего представленных животными или птицами, и ойна — песни богов, воплощённых в людях. Здесь главным действующим персонажем чаще всего становится Окикирмуи — легендарный герой, считающийся прародителем и просветителем айнов. Песни этого жанра исполнялись от первого лица, то есть от лица бога, и в своём сюжете содержали тот или иной эпизод из жизни богов, включающий некоторый поучительный смысл. Для того, чтобы показать, кому принадлежит рассказ, в конце повествования добавлялось высказывание «так рассказывал бог...». Особенностью песен этого жанра является наличие припева — сакехе. Сакехе могло быть подражанием голосу живого существа или его манере поведения, но целью сакехе было обозначение действующего лица. То есть смена сакехе означает смену действующего лица песни. Бывает, что смена сакехе происходит вслед за сменой темы повествования внутри одного рассказа. Припев сакехе не только указывает на персонажа, от лица которого пойдёт повествование, но и является небольшим введением в сюжет.

## Язык

### Фонетические особенности и отражение в топонимике

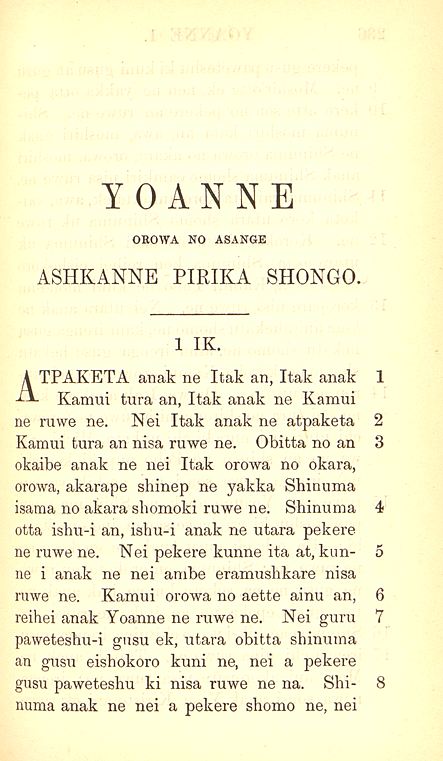
Книга на айнском языке с использованием латиницы

В айнском языке отдельные группы схожих согласных звуков считаются вариантами одного и того же звука; отсюда широкая фонетическая вариативность при отражении айнской топонимики в других языках. 
Например, в айнском языке [ц] и [ч] не различаются (не являются разными фонемами), а являются вариантами одного и того же звука — аллофонами. Отсюда разные вариации написания айнских по происхождению названий: Чупка и Цюпка (Цюпука в японизированной передаче) — Курильские острова с Камчаткой (дословно: «место восхода солнца»). 
Вариантами одного и того же звука являются также пары [к] и [г]; [п] и [б]; [т] и [д]. Отсюда вариации репун/ребун (дословно: «морской, мористый» — как часть айнских составных названий (ср. Требунго-Чирпой)).
Звук [л] в айнском языке отсутствует. Айнское [р] — недрожащее (при его произнесении кончик языка сдвинут ближе к основанию верхних зубов, быстро касается альвеол и возвращается в исходное положение). 
Звук [с] смягчается перед [и]; отсюда вариативность передачи названия айнских гидронимов и первопоселения у современного озера Айнского — Райциська, Райчишка, Трайтиська, Таитиска и т. д. (дословно: «жилище (селение) мёртвых»). Айнское название Сахалина передаётся как Трепун-Мосири (дословно: «мористая суша»).

### Научная классификация
Айнский язык современной лингвистикой рассматривается как изолированный. Счёт в нём — двадцатеричный. Положение айнского языка в генеалогической классификации языков до сих пор остаётся неустановленным. В этом отношении положение айнов по части языка подобно их положению в антропологии. Айнский язык значительно отличается от японского, нивхского, ительменского, китайского, а также прочих языков Дальнего Востока, Юго-Восточной Азии и Тихого океана.

### На начало XXI века
В настоящее время айны полностью перешли на японский язык и айнский уже практически можно считать мёртвым. В 2006 году из 30 000 айнов лишь около 200 человек владели айнским языком. Разные диалекты хорошо взаимопонимаемы. В историческое время у айнов не было своего письма, хотя, возможно, имелось письмо в конце эпохи Дзёмон — начале Яёй (см. Письменность с Хоккайдо). В настоящее время для записи айнского языка используется практическая латиница или катакана. 
У айнов существовали своя мифология и богатые традиции устного творчества, включая песни, эпические поэмы и сказания в стихах и прозе.
В июне 2008 года японский парламент единогласно принял резолюцию, призывающую признать айнов коренным народом. В программе NHK в том же году был показан сюжет «Время, когда история сдвинулась» о жизни и творчестве Юкиэ Тири, её имя стало широко известно. В 2009 году язык айнов был классифицирован ЮНЕСКО как «язык, находящийся под угрозой исчезновения» с наивысшим рейтингом «чрезвычайно серьёзный». По оценкам, в 2007 году только 10 из примерно 15 000 айнов являлись носителями айнского языка. В 2019 году парламент Японии принял закон, поощряющий меры по созданию общества, в котором уважается гордость айнов, также было указано, что айны — коренные жители Хоккайдо.